# Waltner Róbert
Waltner Róbert (Kaposvár, 1977. szeptember 20. –) magyar labdarúgó, edző.

## Pályafutása

### Klubcsapatban
Kaposvárott kezdte karrierjét, majd a Videoton színeiben debütált az élvonalban. Ezt követően megfordult Újpesten is, ám Zalaegerszegen lett ismert játékos. 2001–2002-ben magyar bajnok lett a ZTE-vel. A bajnoki címet követően a Boca Juniors szerződtette, ám végül nem lépett pályára az argentin sztárcsapatban.
Egy rövid ciprusi kitérőt követően visszatért a ZTE-hez. 2004-ben 5 gólt szerzett a Haladás elleni 7-0-ra megnyert mérkőzésen. Másfél évet eltöltött a Vasasban, majd újfent a Zala megyei gárdát erősítette.
2008. március 8-án gólt lőtt a DVTK elleni 1-1-re végződött mérkőzésen, ezzel beállítva Soós István 69 gólos klubrekordját a ZTE színeiben.
2008. május 17-én megrúgta a 100. bajnoki gólját a REAC ellen.
A 2007/2008-as szezonban magyar gólkirály volt 22 mérkőzésen lőtt 18 találatával, ezzel ő volt a ZTE történelmének 3. gólkirálya. Ugyanebben az évben ő volt a bajnokság legjobb játékosa a Nemzeti Sport osztályzatai alapján.
2008-ban a Zalai Hírlap őt választotta a legjobb zalai felnőtt férfi sportolónak.
Zalaegerszegen vezeti az örökös góllövő listát 92 góllal.
A ZTE-ből való végleges távozása után megfordult Ausztriában, Kaposvárott, Siófokon és Pápán is.
Pályafutása során 126 gólt ért el az NB I-ben.

### A válogatottban
1998 és 2004 között összesen hatszor szerepelt a válogatottban, gólt nem sikerült szereznie.

### Edzőként
A Bene Ferenc Labdarúgó Akadémia csapatával megnyerte az U19-es másodosztályt 2017-ben.
Első profi klubja a Kaposvári Rákóczi, itt 2017. szeptember 28-án nevezték ki vezetőedzőnek, a távozó Artner Tamás helyére. Waltner már azelőtt is vezette megbízott edzőként a csapatot egy Magyar-kupa, és két bajnoki mérkőzésen. Első szezonja jól sikerült, megnyerték az NBIII nyugati csoportját, így feljutottak a másodosztályba. Hatalmas meglepetésre újoncként sikerült a második helyen végezni az NBII-ben, így Waltner 5 év után juttatta vissza a Rákóczi az NBI-be. A csapatot nem sikerült az NB I-ben tartania. A következő szezonban a hetedik forduló után a 19. helyen állt a Kaposvár, amikor a klub felbontotta Waltner szerződését. 2020 novemberében a BFC Siófok edzőjének nevezték ki, ahonnan 2021. március 10-én közös megegyezéssel távozott. Március 15-én a ZTE vezetőedzője lett. 2022. március 26-án beadta lemondását, így váratlan módon távozott Zalaegerszegről.
2022. május 26-án a Paksi FC edzőjévé nevezték ki. 2023. február 13-án távozott Paksról, helyét Bognár György korábbi edző vette át.
2024. júniusában a másodosztályú Szentlőrinc edzője lett.

## Sikerei, díjai
- Magyar bajnok: 2001–2002
- Magyar bajnokság bronzérmese: 2006–2007
- Magyar gólkirály: 2007/2008
- Copa Libertadores: 2003
- Interkontinentális Kupa: 2003

## Statisztika

### Mérkőzései a válogatottban
| Magyarország | Magyarország       | Magyarország                | Magyarország | Magyarország | Magyarország | Magyarország | Magyarország | Magyarország |
| #            | Dátum              | Helyszín                    | Hazai        | Eredmény     | Vendég       | Kiírás       | Gólok        | Esemény      |
| ------------ | ------------------ | --------------------------- | ------------ | ------------ | ------------ | ------------ | ------------ | ------------ |
| 1.           | 1998. november 18. | Budapest, Üllői úti Stadion | Magyarország | 2 – 0        | Svájc        | barátságos   | -            | 89'          |
| 2.           | 2002. február 13.  | Limassol (CYP)              | Magyarország | 1 – 2        | Svájc        | barátságos   | -            | 62'          |
| 3.           | 2002. május 8.     | Pécs                        | Magyarország | 0 – 2        | Horvátország | barátságos   | -            | 46'          |
| 4.           | 2004. november 17. | Ta’ Qali, Nemzeti Stadion   | Málta        | 0 – 2        | Magyarország | vb-selejtező | -            |              |
| 5.           | 2004. november 30. | Bangkok (THA)               | Magyarország | 0 – 1        | Szlovákia    | Király-kupa  | -            | 88'          |
| 6.           | 2004. december 2.  | Bangkok (THA)               | Magyarország | 5 – 0        | Észtország   | Király-kupa  | -            |              |
|              | Összesen           |                             |              | 6            | mérkőzés     |              | 0            | gól          |